# Soiuz 18
Soiuz 18 (rus: Союз 18, Unió 18) va ser una missió espacial tripulada soviètica en 1975 a la Saliut 4, la segona i última tripulació a l'estació espacial. Piotr Klimuk i Vitali Sevastiànov van aconseguir un nou rècord de resistència espacial de 63 dies i la fita de major nombre de persones simultàniament (set) a l'espai.

## Tripulació
| Posició         | Cosmonauta                            | Cosmonauta                            |
| --------------- | ------------------------------------- | ------------------------------------- |
| Comandant       | Piotr Klimuk Segon vol espacial       | Piotr Klimuk Segon vol espacial       |
| Enginyer de vol | Vitali Sevastiànov Segon vol espacial | Vitali Sevastiànov Segon vol espacial |

### Tripulació de reserva
| Posició         | Cosmonauta          | Cosmonauta          |
| --------------- | ------------------- | ------------------- |
| Comandant       | Vladímir Kovaliónok | Vladímir Kovaliónok |
| Enginyer de vol | Iuri Ponomariov     | Iuri Ponomariov     |

## Paràmetres de la missió
- Massa: 6825 kg
- Perigeu: 186 km
- Apogeu: 230 km
- Inclinació: 51,7°
- Període: 88,6 minuts